# IC 3377
IC 3377 ist eine elliptische Galaxie vom Hubble-Typ E im Sternbild Coma Berenices am Nordsternhimmel, welche etwa 303 Millionen Lichtjahre von der Milchstraße entfernt ist.
Das Objekt wurde am 23. März 1903 vom deutschen Astronomen Max Wolf entdeckt.